# Music Complete
Music Complete är New Orders tionde studioalbum som gavs ut 2015. Gästartister på skivan är Elly Jackson från La Roux, Iggy Pop och Brandon Flowers från The Killers.

## Låtlista
1. Restless
2. Singularity
3. Plastic
4. Tutti Frutti
5. People on the High Line
6. Stray Dog
7. Academic
8. Nothing but a Fool
9. Unlearn This Hatred
10. The Game
11. Superheated